# Matt Wilson (krater)
Matt Wilson – krater uderzeniowy w Terytorium Północnym w Australii. Skały krateru są widoczne na powierzchni ziemi.
Krater ma eliptyczny kształt i wymiary 7,5 na 6,3 km, powstał około miliard lat temu (proterozoik), choć jego wiek jest określony z dużą niepewnością. Utworzyło go uderzenie małego ciała niebieskiego w podłoże zbudowane ze skał osadowych, o czym świadczą zmiany w minerałach, m.in. planarne struktury deformacyjne. Eliptyczny kształt wskazuje na niski kąt, pod jakim nastąpiło uderzenie (10–15° względem podłoża), długa oś elipsy wskazuje kierunek północny wschód-południowy zachód. Jest to pierwszy udokumentowany na Ziemi eliptyczny krater posiadający wzniesienie centralne.